# Abaeté Linhas Aéreas
Abaeté Linhas Aéreas S / A war eine brasilianische inländische Fluggesellschaft mit Sitz in Lauro de Freitas in der Nähe des Flughafens Salvador, die 1994 gegründet wurde. Ihr ICAO-Code war ABJ. Ihr regulärer Betrieb wurde Ende Februar 2012 eingestellt und 2018 ihre Lizenz widerrufen.

## Geschichte
Abaeté Airlines kann ihre Ursprünge auf Aerotáxi Abaeté zurückführen, eine Air-Taxi-Fluggesellschaft, die 1979 gegründet wurde. Im Jahr 1994 erhielt Aerotáxi Abaeté die Genehmigung, eine Schwestergesellschaft namens Abaeté Airlines zu gründen, die sich mit dem Betrieb von Linienflügen befasst. Beide Unternehmen boten weiterhin Dienste als Charter- und Linienfluggesellschaften an und tauschten manchmal Flugzeuge aus.

## Reiseziele
Im August 2011 führte Abaeté Linhas Aéreas Linienflüge zu folgenden Zielen durch:
- Bom Jesus da Lapa – Flughafen Bom Jesus da Lapa
- Guanambi – Guanambi Flughafen
- Salvador da Bahia – Flughafen Salvador
- São Luís – Aeroporto Internacional de São Luís

## Flotte
Ab Dezember 2011 umfasste die Flotte von Abaeté Airlines zwei Embraer EMB 110P1 Bandeirante vom Baujahr 1994 mit einer Kapazität für jeweils 19 Passagiere.